# Franklin Dehousse
Franklin Dehousse (1959) is een Belgisch rechtsgeleerde, rechter, hoogleraar aan de Université de Liège en stripauteur.

## Levensloop
Franklin Dehousse is een zoon van PS-politicus Jean-Maurice Dehousse en een kleinzoon van PS-politicus Fernand Dehousse en taalkundige Rita Lejeune. Hij studeerde rechten aan de Université de Liège en de Université de Strasbourg in Frankrijk, waar hij in 1990 tot doctor in de rechten promoveerde. Van 1976 tot 1988 schreef hij strips voor La Wallonie en van 1985 tot 1992 was hij stripscenarist.
Van 1981 tot 1990 was hij juridisch adviseur bij de Kamer van volksvertegenwoordigers, van 1985 tot 1989 aspirant bij het Fonds voor Wetenschappelijk Onderzoek. Van 1990 tot 2003 was hij hoogleraar aan de Université de Liège. Hij doceerde tevens aan de Université de Strasbourg, de Université Montesquieu in Bordeaux en in Parijs in Frankrijk en aan de Facultés universitaires Notre Dame de la Paix in Namen, het Europacollege in Brugge en Warschau, Polen en het Koninklijk Hoger Instituut voor Defensie. Hij was tevens:
- consultant bij de Europese Commissie (1990-2003)
- bestuurder van telecombedrijf Belgacom (1994-2003)
- directeur Europese Studies bij het Egmontinstituut (1995-2003)
- juridisch consultant (2000-2003)
- assessor bij de Raad van State (2000-2003)

Dehousse was van 2003 tot 2016 rechter bij het Gerecht van het Hof van Justitie van de Europese Unie. Sinds 2016 is hij andermaal hoogleraar aan de Luikse universiteit.